# 500-річчя Магдебурзького права Києва (монета)
«500-рі́ччя Магдебу́рзького пра́ва Ки́єва» — ювілейна монета номіналом 5 гривень, випущена Національним банком України, присвячена 500-річчю запровадженню Магдебурзького права в Києві. Київ користувався магдебурзьким правом з початку 15 ст. Одна з уставних грамот великого князя литовського Олександра підтверджувала у 1499 році чинність норм міського права, за яким адміністративну владу над міщанами здійснювали члени виборного самоврядування та суду. Магдебурзьке право Києва збереглося до 23 грудня 1834 року.
Монету введено в обіг 1 листопада 1999 року. Вона належить до серії «Духовні скарби України».

## Опис монети та характеристики
| Номінал грн. | Метал      | Маса, г | Діаметр, мм | Якість виготовлення | Гурт     | Тираж, штук |
| ------------ | ---------- | ------- | ----------- | ------------------- | -------- | ----------- |
| 5            | нейзильбер | 16,54   | 35,0        | звичайна            | рифлений | 50 000      |

### Аверс

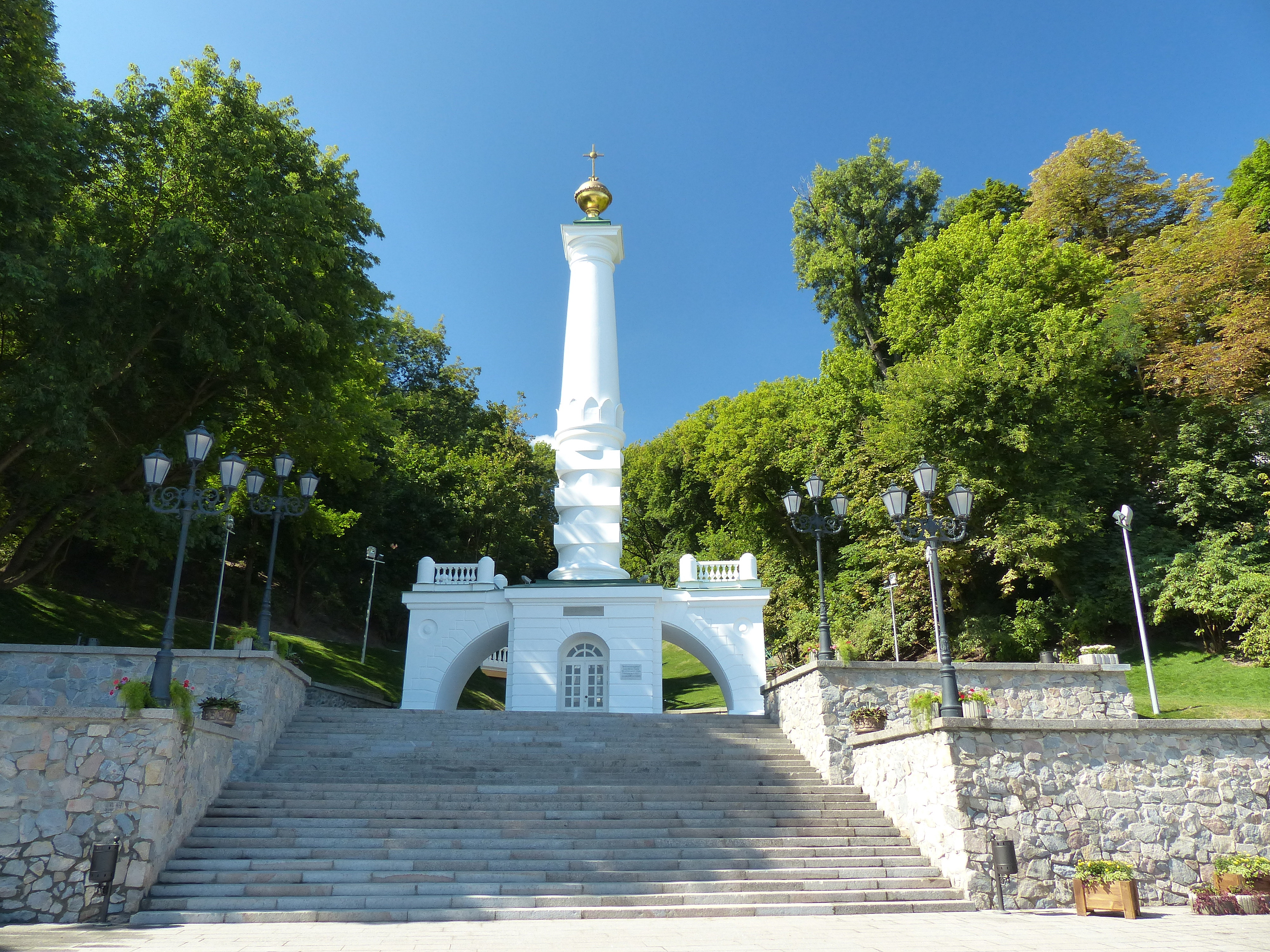
Пам'ятник Магдебурзькому праву (Київ)

На аверсі монети в орнаменті, створеному за мотивами дизайну печаток київського магістрату 17 століття, зображено малий Державний Герб України, під яким написи у 4 рядки: «УКРАЇНА», «5», «ГРИВЕНЬ», «1999».

### Реверс
На реверсі монети зображено монумент Магдебурзького права у Києві (арх. А.Меленський, 1802—1808). Написи: «МАГДЕБУРЗЬКЕ ПРАВО КИЄВА» і «500 РОКІВ».

## Автори
- Художник — Соломінський Юрій.
- Скульптор — Дем'яненко Володимир.

## Вартість монети
Під час введення монети в обіг 1999 року, Національний банк України розповсюджував монету за її номінальною вартістю — 5 гривень.
Фактична приблизна вартість монети, з роками змінювалася так:
| Рік        | 2005 | 2006 | 2007 | 2008 | 2009 | 2010 | 2011 | 2012 | 2013 | 2014 | 2015 | 2016 | 2017 | 2018 | 2019 | 2020 | 2021 | 2022 | 2023 | 2024 | 2025 |
| ---------- | ---- | ---- | ---- | ---- | ---- | ---- | ---- | ---- | ---- | ---- | ---- | ---- | ---- | ---- | ---- | ---- | ---- | ---- | ---- | ---- | ---- |
| Ціна, грн. | 50   | 60   | 75   | 100  | 130  | 130  | 145  | 160  | 180  | 155  | 175  | 200  | 260  | 270  | 250  | 280  | 230  | 260  | 400  | 400  | 850  |